# Снайпер: Воин-призрак (фильм)
«Снайпер: Воин-призрак» (англ. Sniper: Ghost Shooter) — американский фильм 2016 года режиссёра Дона Майкла Пола. Фильм не демонстрировался в кинотеатрах, а вышел сразу на дисках. Является шестым в серии, начавшейся с выхода в 1993 году фильма «Снайпер». Предыдущий фильм серии — «Снайпер: Наследие».

## Сюжет
Брендон Бекетт (Чад Майкл Коллинз) и Ричард Миллер (Билли Зейн) — элитные снайперы, которым была поручена охрана грузинского газопровода от террористов. Когда в ходе проведения операции «призрачный воин» — исламский террорист Равшан Газаков (Велислав Павлов) — убивает снайперов, как будто зная их точное месторасположение, начинают подозревать утечку сведений со стороны своих.

## Актёры
| Актёр                  | Роль                             |
| ---------------------- | -------------------------------- |
| Билли Зейн             | Ричард Миллер                    |
| Чад Майкл Коллинз      | Брэндон Беккет                   |
| Деннис Хэйсберт        | полковник                        |
| Енох Фрост             | Сержант Джо Барнс                |
| Стефани Вогт           | Робин Слейтер                    |
| Доминик Мафэм          | майор Гай Бидвелл                |
| Велислав Павлов        | снайпер-террорист Равшан Газаков |
| Равиль Исянов          | Андрей Машков                    |
| Ник Гомес              | Мигель Сервантес                 |
| Пресцилиана Эспаролини | Джина Аунгст                     |
| Найджел Барбер         | Киллиан Гран                     |